# Halttusenjärvi
Halttusenjärvi eller Halitusenjärvi är en sjö i Finland. Den ligger i kommunen Hyrynsalmi i landskapet Kajanaland, i den centrala delen av landet, 500 km norr om huvudstaden Helsingfors. Halttusenjärvi ligger 177,8 meter över havet. Arean är 54,5 hektar och strandlinjen är 4,95 kilometer lång. Sjön  ingår i Uleälvens huvudavrinningsområde. 